# Bussy-en-Othe
Bussy-en-Othe es una localidad y comuna francesa situada en la región de Borgoña, departamento de Yonne, en el distrito de Auxerre y cantón de Brienon-sur-Armançon. La comuna se encuentra ubicada en la parte centro de Francia, a unos 120 kilómetros al sureste de París.

## Demografía
| 1 305 | 1 203 | 1 165 | 1 224 | 1 219 | 1 214 | 1 255 | 1 379 | 1 245 | 1 250 | 1 266 | 1 214 | 1 191 | 1 154 | 1 123 | 1 059 | 1 006 | 914 | 880 | 812 | 667 | 679 | 728 | 722 | 750 | 703 | 661 | 717 | 743 | 822 | 812 | 829 | 758 |
| Para los censos de 1962 a 1999 la población legal corresponde a la población sin duplicidades (Fuente: INSEE [Consultar]) |       |       |       |       |       |       |       |       |       |       |       |       |       |       |       |       |     |     |     |     |     |     |     |     |     |     |     |     |     |     |     |     |